# Harukana receive
Harukana receive (はるかなレシーブ?, Harukana reshību) è un manga scritto e disegnato da Nyoijizai, serializzato sul Manga Time Kirara Forward di Hōbunsha dal 24 agosto 2015. Un adattamento anime è stato annunciato a luglio 2017.

## Personaggi
Haruka Ōzora (大空 遥?, Ōzora Haruka)
Doppiata da: Kana Yūki
Kanata Higa (比嘉 かなた?, Higa Kanata)
Doppiata da: Saki Miyashita
Claire Thomas (トーマス 紅愛?, Tomasu Kurea)
Doppiata da: Atsumi Tanezaki
Emily Thomas (トーマス 恵美理?, Tomasu Emiri)
Doppiata da: Rie Suegara
Narumi Tōi (遠井 成美?, Tōi Narumi)
Doppiata da: Miyuri Shimabukuro
Tachibana Ayasa (立花 彩紗?, Tachibana Ayasa)
Doppiata da: Kanae Itō
Oshiro Akari (大城 あかり?, Ōshiro Akari)
Doppiata da: Chisa Kimura
Mai Sunagawa (砂川舞?, Sunagawa Mai)
Doppiata da: Riko Koike
Ai Tanahara (棚原 愛衣?, Tanahara Ai)
Doppiata da: Akari Kitō

## Manga
Il manga, scritto e disegnato da Nyoijizai, ha iniziato la serializzazione sulla rivista Manga Time Kirara Forward di Hōbunsha il 24 agosto 2015. Il primo volume tankōbon è stato pubblicato il 12 marzo 2016 e all'12 settembre 2017 ne sono stati messi in vendita in tutto quattro.

## Anime
| Nº | Titolo italiano Giapponese 「Kanji」 - Rōmaji | In onda           | In onda |
| Nº | Titolo italiano Giapponese 「Kanji」 - Rōmaji | Giapponese        |         |

Logo della serie

| 1  | Non abbiamo bisogno di assi 「エースなんて必要ないの」 - Ēisu Nante Hitsuyō Nai no                                                                                      | 6 luglio 2018     |         |
| 2  | Credi in me 「私を信じて」 - Watashi o Shinjite | 13 luglio 2018    |         |
| 3  | Voglio ritrovare la vecchia me stessa 「昔の自分を取り戻したいって思ってる」 - Mukashi no Jibun o Torimodoshitaitte Omotteru                                            | 20 luglio 2018    |         |
| 4  | Non è perfetto per noi? 「私達にぴったりだと思わない?」 - Watakushi-tachi ni Pittari da to Omowanai?                                                                    | 27 luglio 2018    |         |
| 5  | Finché non ti spezzerai 「アンタの心が折れるまで」 - Anta no Kokoro ga Oreru made                                                                                       | 3 agosto 2018     |         |
| 6  | Io non mi spezzerò 「折れないよ、私は」 - Orenai yo, Watakushi wa | 10 agosto 2018    |         |
| 7  | Siamo già amiche 「もう友達でしょ」 - Mō Tomodachi de sho | 17 agosto 2018    |         |
| 8  | Manterrò la nostra promessa 「約束守ってみせるから」 - Yakusoku Mamotte Miseru Kara                                                                                     | 24 agosto 2018    |         |
| 9  | Questo è ciò che provo 「これが私の気持ちです」 - Kore ga Watakushi no Kimochi desu                                                                                     | 31 agosto, 2018   |         |
| 10 | Quella che volevo combattere 「アタシが戦いたかったのは」 - Atashi ga Tatakaitakatta no wa                                                                              | 7 settembre 2018  |         |
| 11 | A questo punto, stiamo praticamente giocando testa a testa 「ここまできたら真っ向勝負」 - Koko Made Kitara Makkō Shōbu                                                  | 14 settembre 2018 |         |
| 12 | Ed è per questo che scegliamo la nostra insostituibile compagna 「だから私たちは、かけがえのない一人を選ぶ」 - Dakara Watakushi-tachi wa, Kakegae no Nai Hitori o Erabu | 21 settembre 2018 |         |